# 다마라이정
다마라이정(玉来町)은 일본 오이타현 나오이리군에 설치되었던 정이다. 현재의 다케타시의 일부에 해당한다.